# Marschnerstraße 22 (München)

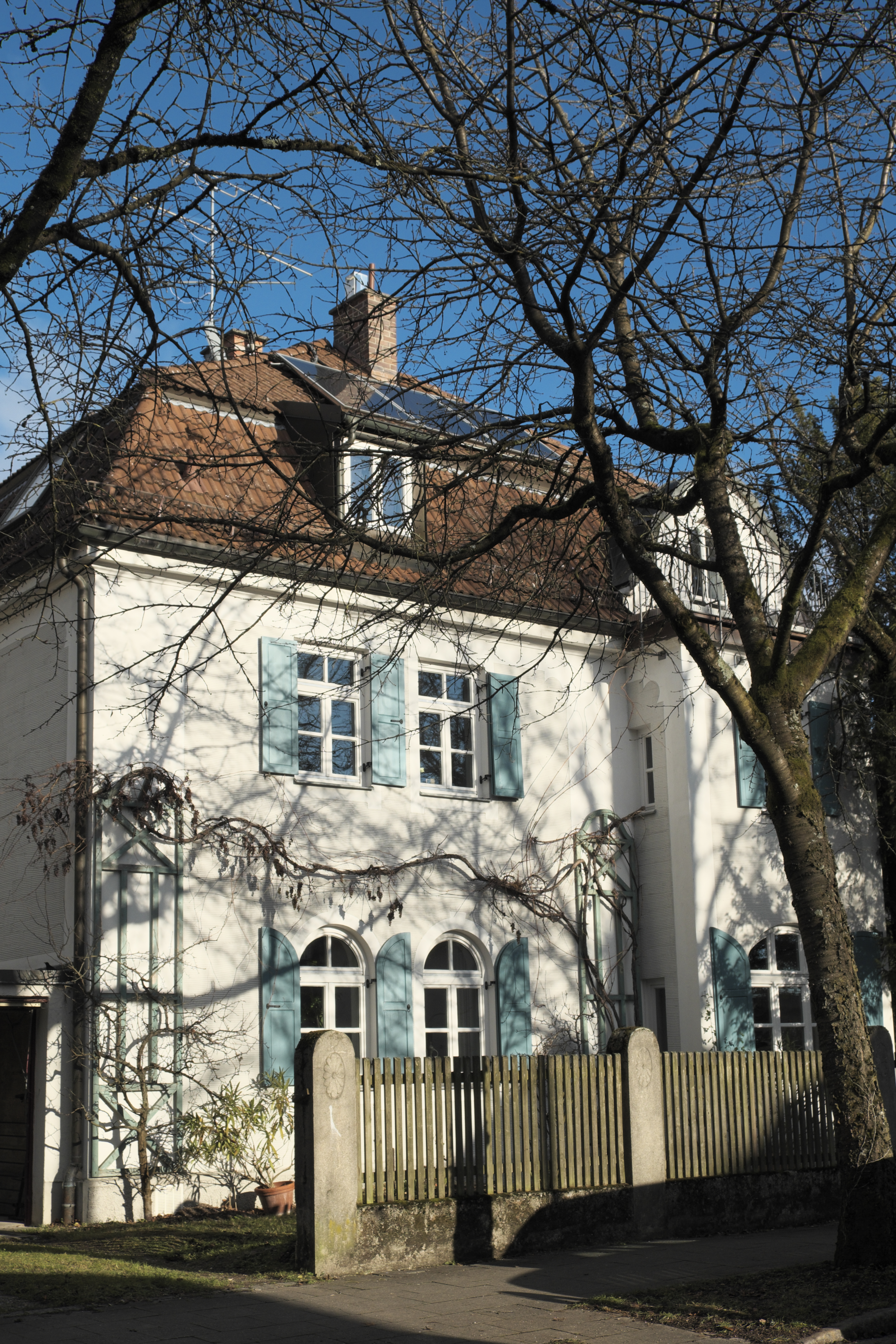
Haus Marschnerstraße 22 in Pasing

Das Wohnhaus Marschnerstraße 22 im Stadtteil Pasing der bayerischen Landeshauptstadt München wurde um 1900 errichtet. Die Villa an der Marschnerstraße, die zur Villenkolonie Pasing II gehört, ist ein geschütztes Baudenkmal.
Der Mansarddachbau wurde wohl von Otto Numberger errichtet. Der seitliche Giebelrisalit wurde 1906 aufgestockt. Das Haus besitzt einen einfachen Grundriss mit zentralem Mittelgang.

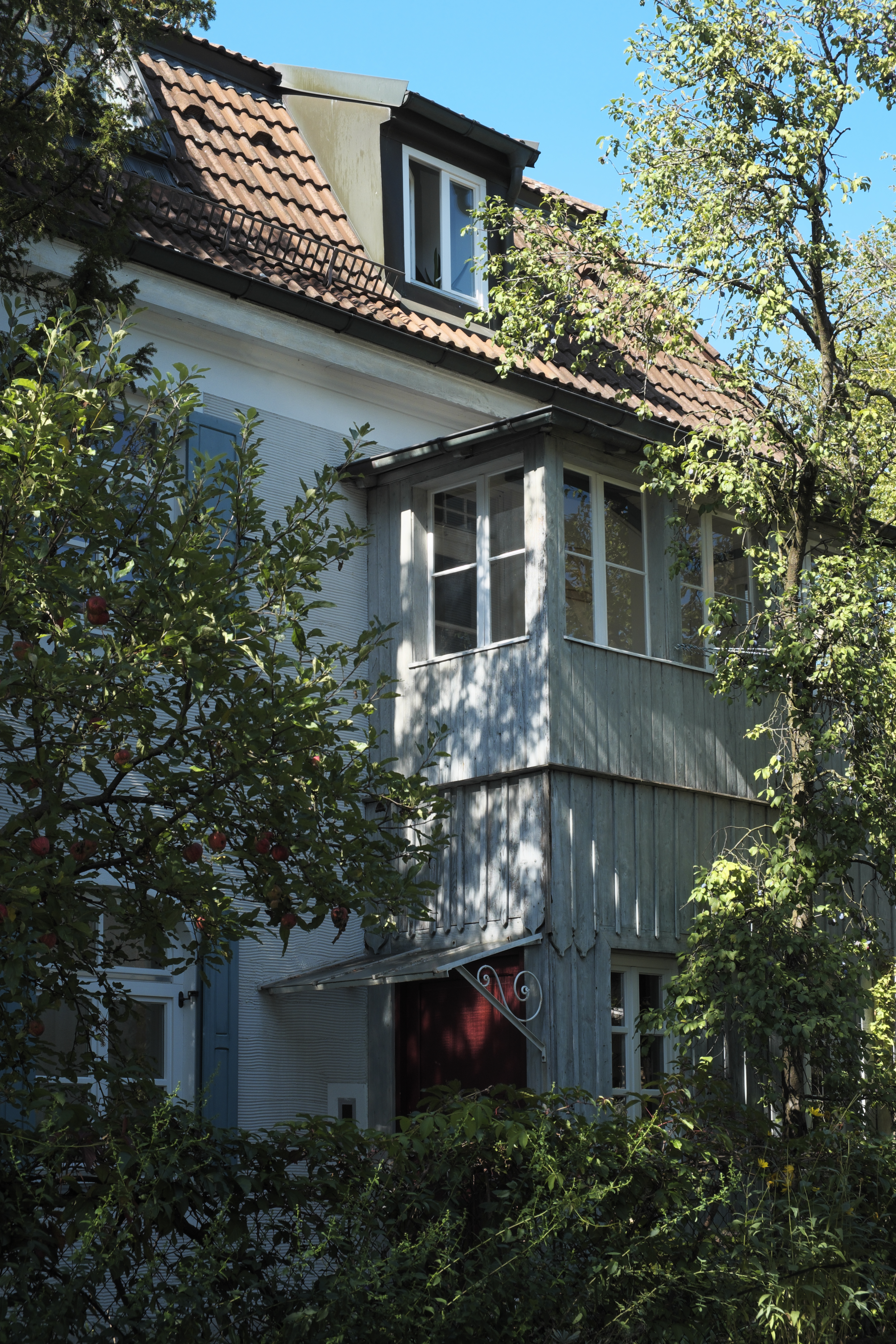
Eingang
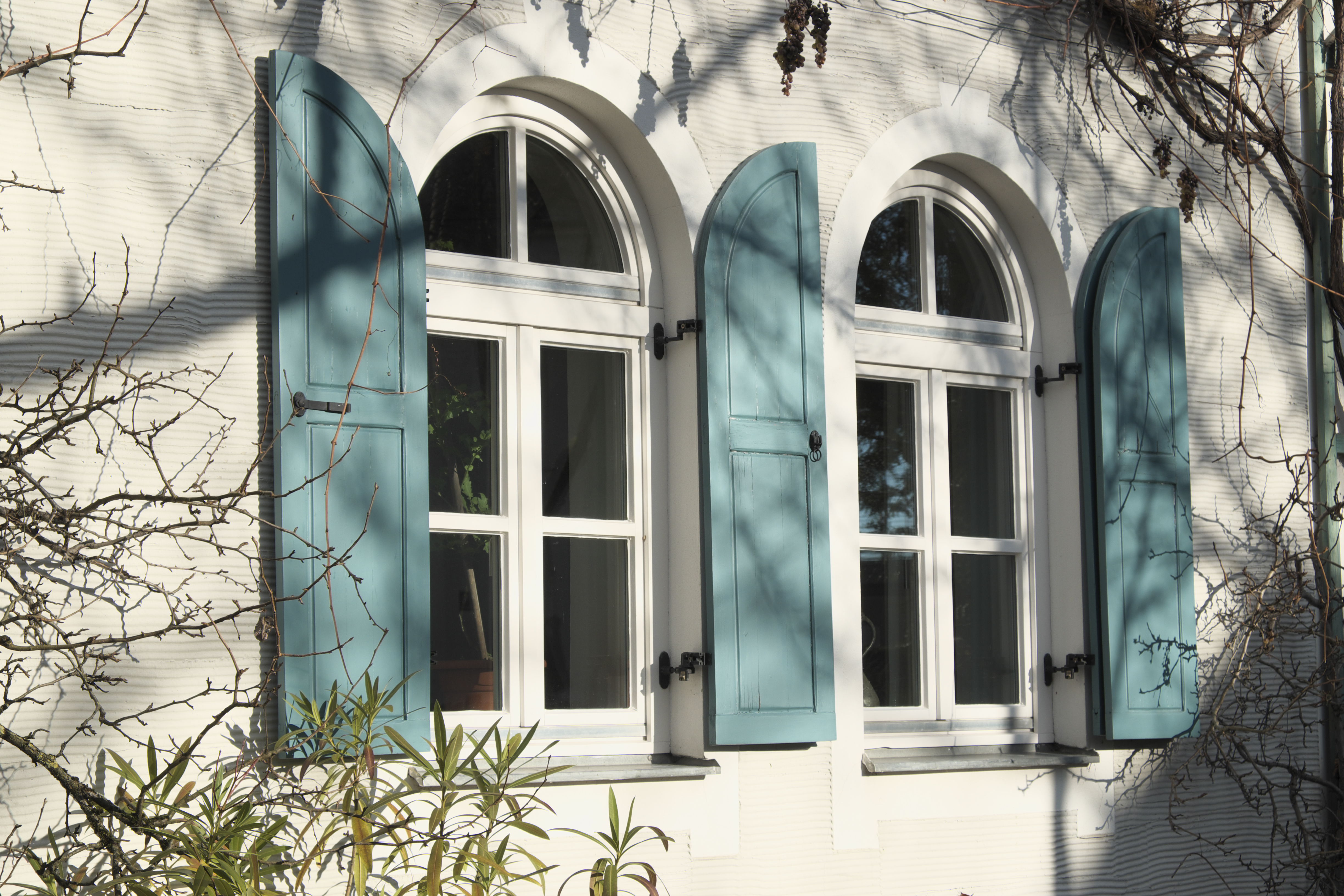
Rundbogenfenster
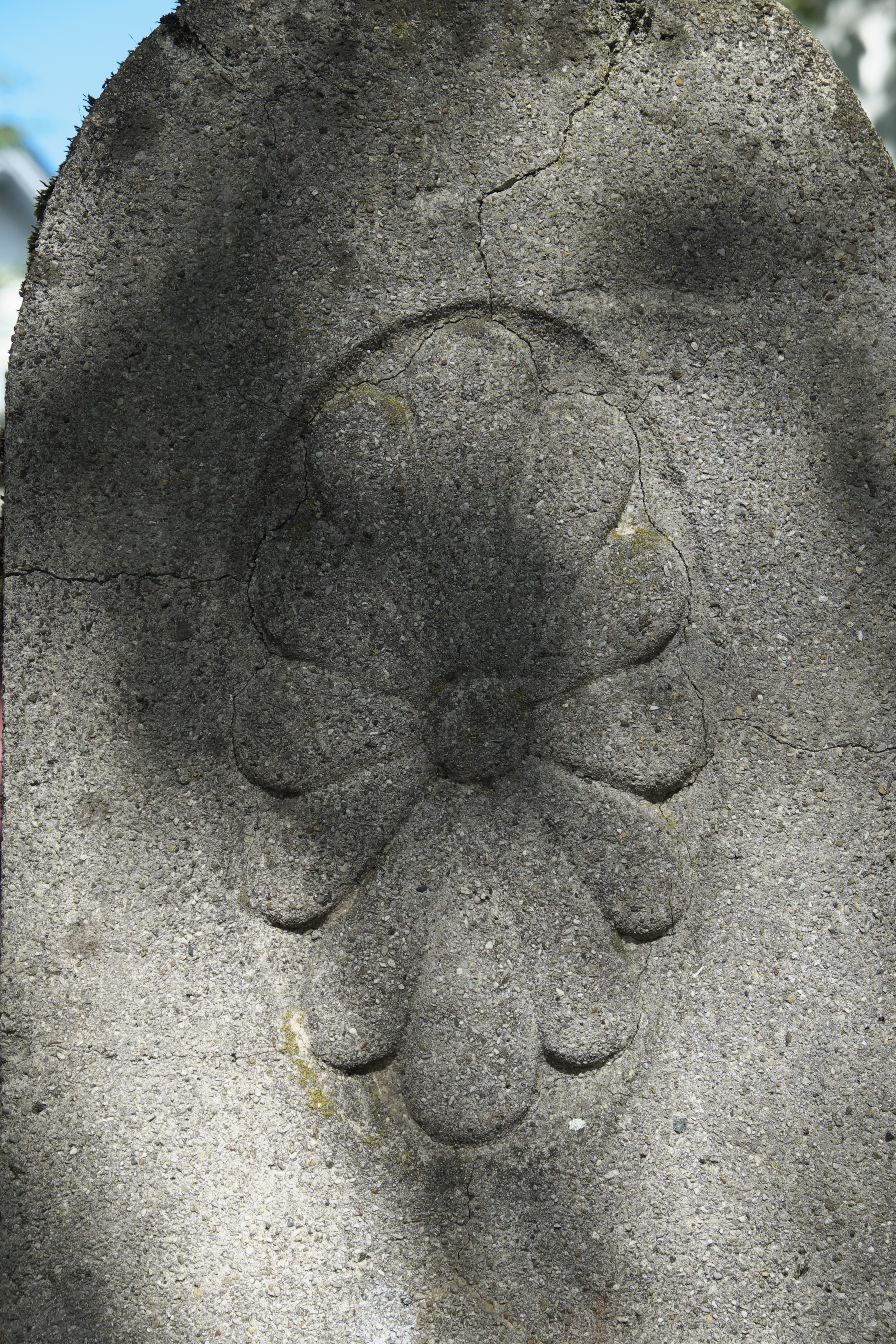
Umfriedung